# Iain Vigurs
Iain Angus Vigurs (Aberdeen, 7 maggio 1988) è un calciatore scozzese, centrocampista del Banks O'Dee.

## Caratteristiche tecniche
Esterno sinistro, può essere schierato anche come interno di centrocampo o come trequartista.

## Carriera

### Club
Esordisce in quarta divisione scozzese, facendosi notare dall'Inverness nel 2006. Nel 2010 si accorda con il Ross County, squadra di seconda divisione con cui vince una Challenge Cup (2011) e il campionato di seconda divisione (2012). Dopo la sua prima annata nella Scottish Premier League, Vigurs si trasferisce al Motherwell, rimanendo nella massima divisione nazionale.

### Nazionale
Ha giocato nella nazionale scozzese Under-19.

## Palmarès

### Club

#### Competizioni nazionali
- Scottish Challenge Cup: 3

Ross County: 2010-2011, 2018-2019
Inverness: 2017-2018
- Scottish Championship: 2

Ross County: 2011-2012, 2018-2019